# Asilus aethiops
Asilus aethiops är en tvåvingeart som beskrevs av Peter Simon Pallas 1771. Asilus aethiops ingår i släktet Asilus och familjen rovflugor.
Artens utbredningsområde är Uzbekistan. Inga underarter finns listade i Catalogue of Life.